# Laredo, Texas
Laredo (phát âm là / ləreɪdoʊ /, lə-RAY-doh; tiếng Tây Ban Nha: [laɾeðo]) là quận lỵ của Quận Webb, Texas, Hoa Kỳ, nằm trên bờ phía bắc sông Rio Grande ở miền Nam Texas, phía trên Nuevo Laredo, Tamaulipas, México. Theo điều tra dân số năm 2007, dân số thành phố là 233.152 người. Laredo là một phần của Vùng đô thị Nuevo Laredo Laredo với dân số ước tính 718.073 người. Nền kinh tế Laredo dựa vào thương mại quốc tế với Mexico. Hầu hết các công ty vận tải lớn có cơ sở ở Laredo.